# Jaroslav Kotulan
Jaroslav Kotulan (* 27. února 1937 Šlapanice) je český hráč na lesní roh.

## Život
Absolvoval Státní hudební a dramatickou konzervatoř v Brně, v roce 1964 vystudoval hru na lesní roh na Janáčkově akademii múzických umění v Brně ve třídě Františka Šolce (magisterský diplom). Od roku 1959 působil jako solohornista ve Státní filharmonii Brno.
Je laureátem několika mezinárodních soutěží. (Mnichov ARD) V roce 1962 získal první cenu ve hře na lesní roh v rámci festivalu Pražské jaro, a pak v roce 1965 zvítězil v mezinárodní soutěži umělců v Ženevě. Poté zůstal ve Švýcarsku a po mnoho let (31) byl sólistou orchestru se sídlem v Basileji (Basler Orchester Gesellschaft, později Stiftung Basler Orchester). 20 let člen Dechového kvinteta Basler Bläser Quintett.
Nahrál (většinou pro rozhlasová vysílání) koncerty Wolfganga Amadea Mozarta, Richarda Strausse, Beethovena, Brittena a jiných. V letech 1969-1983 vyučoval na Vysoké hudební škole ve Freiburgu (Staatliche Musikhochschule).
Je autorem řady komorních skladeb pro lesní roh a další dechové nástroje.